# Dmitri Nikolàievitx Uliànov
Dmitri Nikolàievitx Uliànov (rus: Дми́трий Никола́евич Улья́нов-Moscou, 28 de juny de 1970) és un exfutbolista rus, que jugava de migcampista.
Va militar a les files del Racing de Santander a la temporada 96/97, disputant sis partits.
Va participar en la Lliga de Campions de la temporada 1999-00, encara que va ser eliminat a la tercera fase prèvia davant el València CF, que esdevindria subcampió.